# 右卫
右卫，中国古代禁卫军指挥机构。唐朝十六卫之一。

## 历史

### 魏晋南北朝
曹魏咸熙二年（265年），分中卫与左卫同置右卫，司马炎分中卫将军为左卫将军、右卫将军。设右卫将军一员，掌管宿卫营兵。属官有长史、司马、功曹、主簿等，掌管佽飞虎贲，前驱、由基、强弩三部司马和虎贲、羽林、异力、上骑、命中虎贲五部督。西晋初年，右卫将军属中军将军，后属领军将军（中领军）。为禁卫军主要统帅之一，多由皇帝亲信担任，员一人，四品。右卫与领军、护军、左卫、骁骑、游击等五将军合称为六军。十六国前秦、北燕、南燕也设右卫将军。
南朝宋、齐、梁、陈沿置右卫。南朝宋右卫将军四品。南齐建元二年（480年）诏，二卫将军每晚留一人宿直宫中。南朝后期，也领兵出征。南梁天监七年（508年）右卫将军定为十二班。南陈，右卫将军三品、秩二千石。
北魏时置右卫将军，按第三品将军例置僚属。魏孝文帝太和十七年（493年）定为从二品下，太和二十三年（499年）降为三品，魏孝明帝正光元年（520年）改为二品。
北齐右卫开府，为右卫府，设右卫将军一员为长官，三品。隶领军府，掌领右厢，与左卫一起管理朱华阁外禁卫官，以武卫将军二人为副长官，有司马、功曹、主簿、录事，厘定事务。下辖御仗、直荡、直卫、直突、直閤等属官，又有武骑、云骑、骁骑、游击、前军将军、后军将军、左军将军、右军将军及左右中郎将、五校尉、三将、殿中将军等禁卫官。另置右卫大将軍一人，常在嗣主左右，兼掌机要之事。西魏、北周也设右卫。
高昌国置右卫，在令尹（相国）、公（交河公、田地公）之下，八长史之上。

### 隋唐十六卫
隋朝右卫为十二卫之一，设右卫大将军一员（正三品）、右卫将军二员（从三品），掌管宫禁禁御，督摄仗卫。下设长史、司马、录事，功曹参军、仓曹参军、兵曹参军、騎曹参军、法曹行参军、铠曹行参军各一员，行参军六员，又有直閤、直寝、直斋、直后等将军，奉车都尉、武骑常侍、殿内将军、员外将军、殿内司马督、员外司马督，以参军府朝，出使劳问，又统率亲卫，领开府府（骠骑府）、仪同府（车骑府），诸府都领军坊。开皇六年（586年）废除殿内将军、司马督、武骑常侍。
隋炀帝大业三年（607年）改为右翊卫，改统领的亲卫、勋卫、翊卫三卫为三侍，废除直閤将军以下官员，军士称之为骁骑，率领鹰扬府。右翊卫大将军一员（正三品）、右翊卫将军二员（从三品）。又设护军四人，作为将军副手，不久改为虎贲郎将，以虎牙郎将六人作为副手。唐朝改虎贲郎将、虎牙郎将为武贲郎将、武牙郎将。
唐高祖武德五年（622年），复为右卫府，为十六卫之一，唐高宗龙朔二年（662年）去“府”字，单称右卫，设右卫大将军一人、右卫将军二人，管理宫禁宿卫。右卫中郎将一人，正四品下，将军缺员，中郎将替补，掌贰上将军事。属官有长史及录事、仓曹参军、兵曹参军、騎曹参军、胄曹参军事各一、二人。武则天天授二年（691年），设司阶、中候、司戈、执戟四色官及长上各二人到二十五人，统领亲卫、勋一、勋二、翊一、翊二，一共五府及外府。唐德宗贞元二年（788年）设上将军一人，在大将军之上，从二品，总制五府及外府。

### 宋辽沿置
宋朝存其官而无职司。北宋右卫上将军、大将军、将军、中郎将为环卫官，无定员、无职掌，多让宗室担任，也作为武臣赠典或武官责降散官。北宋前期中郎将为四品，元丰改制后，改右卫上将军三品为从二品。右卫大将军降为正四品，右卫将军三品降为从四品。南宋多不除授，宋孝宗隆兴年间复置左领军卫上将军、大将军、将军。上将军以承宣使正任担任。大将军以承宣使遥郡者担任。
辽朝也设置右卫，设大将军、上将军、将军，为加官，领折冲都尉、果毅都尉。右卫将军属南面官，位在左卫将军之下。

### 元朝
元世祖至元八年（1271年）三分侍卫置左卫、右卫、中卫，为枢密院所领京城侍卫。正三品，管理宿卫扈从兼屯田，国有大事就调度。设都指挥使三人、副都指挥使二人、佥事二人、经历二人、知事二人、照磨一人，蒙古学及佛学教授各一人。统辖镇抚所、行军千户所、弩军千户所、屯田左右千户所。

## 人物
- 589年，右卫大将军宇文述
- 599年，右卫大将军元胄
- 604年，右卫将军史祥
- 608年，右翊卫将军薛世雄
- 610年，右翊卫大将军宇文述
- 612年，右翊卫大将军来护儿
- 612年，右翊卫大将军于仲文
- 618年，右翊卫将军宇文协
- 618年，右翊卫大将军李神通
- 618年，右翊卫将军史万宝
- 619年，右卫将军宇文歆
- 619年，李轨左右卫大将军安兴贵
- 625年，右卫大将军张瑾
- 626年，右卫大将军柴绍
- 626年，翊卫车骑将军冯立
- 630年，右卫大将军突利可汗
- 630年，右卫大将军侯君集
- 632年，右卫大将军颉利可汗
- 641年，右卫大将军禄东赞
- 641年，右卫大将军李大亮
- 644年，右卫大将军薛万彻
- 645年，右卫大将军李思摩
- 648年，右卫将军裴行方
- 648年，右卫率长史王玄策
- 648年，右卫将军梁建方
- 657年，右卫大将军阿史那弥射
- 657年，右卫大将军阿史那步真
- 665年，右卫郎将武元庆
- 668年，右卫大将军泉男生
- 675年，翊卫权毅
- 678年，右卫大将军刘审礼
- 679年，右卫大将军裴行俭
- 681年，右卫将军李知十
- 682年，右卫郎将卫蒲山
- 684年，右卫将军武三思
- 686年，右卫大将军李孝逸
- 689年，右卫胄曹参军陈子昂
- 690年，右卫大将军薛怀义
- 690年，右卫中郎将武攸暨
- 690年，右卫大将军阿史那斛瑟罗
- 690年，右卫大将军泉献诚
- 691年，右卫将军李安静
- 693年，右翊卫兵曹参军刘光业
- 699年，右卫大将军论赞婆
- 705年，右卫骑曹参军宋务光
- 707年，右卫郎将姚廷筠
- 708年，右卫将军武延秀
- 710年，右卫大将军李成义
- 714年，右卫大将军石阿失毕
- 715年，右卫大将军郭虔瓘
- 810年，右卫将军伊慎
- 835年，行右卫上将军王守澄
- 843年，追赠右卫将军悉怛谋
- 852年，右卫大将军郑光县
- 878年，右卫将军黄巢
- 887年，右卫大将军顾彦朗
- 929年，右卫大将军李从璨
- 936年，右卫上将军石重殷
- 937年，右卫大将军尹晖
- 937年，右卫上将军安崇阮
- 956年，右卫将军陆孟俊
- 957年，右卫大将军李继勋